# Багачка (приток Псёла)
Багачка — река на Украине, протекает по территории Хорольского и Великобагачанского районов Полтавской области. Правый приток Псёла.

## Описание
Длина реки — 11,2 км. Долина глубокая (в верхнем течении менее глубокая). Русло слабоизвилистое, в верховье местами пересыхает. Сооружено несколько прудов.

## Расположение
Река берёт начало у западной части села Орликовщина. Течет преимущественно на северо-восток и восток, в приустьевой части — на юго-восток. Впадает в Псёл юго-восточнее пгт Великая Багачка.